# Шаламов, Вячеслав Сергеевич
Вячесла́в Серге́евич Шала́мов (род. 8 июля 1989) — российский легкоатлет, специалист по бегу на длинные дистанции, кроссу, марафону. Выступает на крупных соревнованиях с 2008 года, победитель и призёр первенств всероссийского значения, участник ряда престижных международных стартов. Представляет Краснодарский край. Мастер спорта России международного класса. Тренер по лёгкой атлетике.

## Биография
Вячеслав Шаламов родился 8 июля 1989 года.
Занимался лёгкой атлетикой в Краснодаре, окончил Кубанский государственный университет физической культуры. Тренеры — А. О. Гуков, С. А. и А. Т. Татаринцевы, Е. Н. Пудов.
Впервые заявил о себе на международном уровне в сезоне 2008 года, когда вошёл в состав российской национальной сборной и выступил на чемпионате мира по кроссу в Эдинбурге, где в гонке юниоров занял 96-е место.
В 2010 году на молодёжном всероссийском первенстве в Чебоксарах одержал победу в дисциплинах 5000 и 10 000 метров.
В 2011 году в беге на 5000 метров победил на молодёжном всероссийском первенстве в Ерино. На молодёжном европейском первенстве в Остраве стал одиннадцатым и пятым на дистанциях 5000 и 10 000 метров соответственно. Также выиграл бронзовую медаль на осеннем чемпионате России по кроссу в Оренбурге, показал 19-й результат на чемпионате Европы по кроссу в Веленье.
В 2012 году в беге на 5000 метров получил серебро на командном чемпионате России в Сочи.
В 2013 году взял бронзу в дисциплине 5000 метров на зимнем чемпионате России в Москве и на чемпионате России по бегу на 10 000 метров, прошедшем в рамках международного турнира «Московский вызов». Будучи студентом, представлял страну на домашней Универсиаде в Казани — стартовал в программе 10 000 метров, но в ходе прохождения дистанции сошёл.
В период с 24 апреля 2014 года по 23 апреля 2016 года решением Всероссийской федерации лёгкой атлетики дисквалифицирован за нарушение антидопинговых правил.
На чемпионате России 2016 года в Чебоксарах получил серебро в беге на 5000 метров и взял бронзу в беге на 10 000 метров.
В 2017 году стал бронзовым призёром на чемпионате России по бегу на 10 000 метров в рамках Мемориала братьев Знаменских, стал серебряным призёром в дисциплине 5000 метров на чемпионате России в Жуковском.
В 2018 году в беге на 10 000 метров финишировал восьмым на Мемориале братьев Знаменских в Жуковском, в беге на 5000 метров стал шестым на чемпионате России в Казани.
В 2019 году выиграл бронзовую медаль на дистанции 10 000 метров на чемпионате России в Чебоксарах.
В 2021 году с результатом 2:20:14 финишировал третьим на Казанском марафоне.
За выдающиеся спортивные достижения удостоен почётного звания «Мастер спорта России международного класса».
Работал тренером-преподавателем в Детско-юношеской спортивной школе № 1 в Крымске.